# Рашкув (Свентокшиське воєводство)
Рашкув (пол. Raszków) — село в Польщі, у гміні Слупія Єнджейовського повіту Свентокшиського воєводства.
Населення — 346 осіб (2011).
У 1975-1998 роках село належало до Келецького воєводства.

## Демографія
Демографічна структура на день 31 березня 2011 року:
|          | Загалом | Допрацездатний вік | Працездатний вік | Постпрацездатний вік |
| -------- | ------- | ------------------ | ---------------- | -------------------- |
| Чоловіки | 181     | 40                 | 116              | 25                   |
| Жінки    | 165     | 29                 | 86               | 50                   |
| Разом    | 346     | 69                 | 202              | 75                   |